# كارلوس هويرتاس
كارلوس هويرتاس (بالإسبانية: Carlos Huertas)‏ هو سائق فورملا 1 كولومبي.

## روابط خارجية
- كارلوس هويرتاس على موقع Racing-Reference.info (الإنجليزية)
- كارلوس هويرتاس على موقع DriverDB.com (الإنجليزية)